# Diego Martelli a Castiglioncello
Diego Martelli a Castiglioncello è un dipinto di Giovanni Fattori, eseguito con la tecnica dell'olio su tavola. Si trova in una collezione privata.
L'opera, non datata, dovrebbe risalire al 1867. Sebbene sia di dimensioni modeste, reca la firma autografa nell'angolo inferiore destro. Vi è ritratto Diego Martelli, amico e mecenate di tanti pittori Macchiaioli, nella sua tenuta di Castiglioncello, dove spesso ospitò gli artisti.